# シャルル・グレール
シャルル・グレール（Charles Gleyre, 1806年5月2日 - 1874年5月5日）は、スイスで生まれ、フランスで活動した画家。

## 概要
1843年、ポール・ドラローシュのアトリエを引き継ぎ、後に有名になるクロード・モネ、ピエール＝オーギュスト・ルノワール、アルフレッド・シスレー、ジェームズ・マクニール・ホイッスラーといった若い芸術家たちを生徒として受け入れた。

## 生涯
スイス・ローザンヌ近郊のシュヴィイで生まれた。彼の両親は、彼が8歳か9歳の時に亡くなり、フランスのリヨンでおじに引き取られて育てられ、産業学校に通った。クロード・ボンヌフォンの下で絵を学び始め、パリに出てから、エコール・デ・ボザールに入学し、ルイ・エルサンに師事した。アカデミー・シュイスにも出席し、リチャード・パークス・ボニントンのアトリエで水彩画の技法を学んだ。イタリアに行き、オラース・ヴェルネやルイ＝レオポール・ロベールと知り合った。
ヴェルネの推薦により、アメリカ人John Lowell Jrの東地中海への旅に同行し、そこで見た情景を記録している。1834年にイタリアを発ち、ギリシャ、トルコ、そして1835年11月までエジプトに滞在した後、Lowellはインドに向かったが、グレールはエジプトとシリアの旅行を続け、1838年にフランスに帰国した。カイロでは眼病に侵され、レバノンでは高熱に倒れるなど、リヨンに戻った時は病気で弱っていた。
病気から回復してくると、パリに向かい、アトリエを構えた。『浴後のディアナ』、『若いヌビア人』という2点の装飾的パネルが、初期の名作であるが、これらは後年になるまで注目を浴びなかった。実質的にキャリアの第一歩を築いたのは、1840年のサロン・ド・パリに出品した『聖ヨハネの黙示』であった。続いて1843年の『夕暮れ』で第2級メダルを獲得した（後に『失われた幻影』というタイトルで知られるようになった。）。
こうした成功にもかかわらず、グレールは美術界の競争の第一線から退き、静かに自らの芸術の追求を続けた。1845年に『使徒の別れ』を出品した後は、1849年に『酒神バッカスの巫女たちの踊り』を出品したほかはサロンへの出品をしていない。
1843年に、パリで有力だったポール・ドラローシュのアトリエを引き継ぎ、画塾生への教育を行った。この画塾に学んだ生徒には、ジャン＝レオン・ジェローム、ジャン＝ルイ・アモン、オーギュスト・トゥールムーシュのほか、後の印象派を形成するモネ、ルノワール、シスレー、フレデリック・バジールなどがいる。グレールは、生徒から授業料を徴収せず、アトリエの家賃とモデル代の分担金を受け取るだけであった。教育方針も、自由であった。
1874年、回顧展に向かう途中に急死した。生涯結婚はしていない。

## 作品
- 『エジプトの神殿』1840年。油彩、キャンバス、36 × 49 cm。州立美術館（ローザンヌ）。
- 『くびきにつながれたローマ人』1858年。油彩、キャンバス、240 × 192 cm。州立美術館（ローザンヌ）。
- 『失われた幻影』1865年、1867年。油彩、キャンバス、86.5 × 150.5 cm。ウォルターズ美術館（ボルチモア）。
- 『床につくサッフォー』1867-68年、油彩、キャンバス、108×72.5㎝。州立美術館（ローザンヌ）。

## シャルル・グレールに学んだ美術家
- ジャン＝ルイ・アモン (1821–1874)
- エドモン・モラン (1824–1882)
- ジャン＝レオン・ジェローム (1824–1904)
- ルイ＝フレデリック・シュッツェンベルジェ(1825-1903)
- フランソワ・ボション (1828–1890)
- オーギュスト・トゥールムーシュ (1829–1890)
- ジェームズ・マクニール・ホイッスラー (1834–1903)
- ジョージ・デュ・モーリア (1834–1896)
- エドワード・ポインター (1836–1919)
- ヴァレンタイン・キャメロン・プリンセプ (1838–1904)
- アルフレッド・シスレー (1839–1899)
- ダニエル・リッジウェイ・ナイト (1839–1924)
- リュドヴィック＝ナポレオン・ルピック (1839–1919)
- クロード・モネ (1840–1926)
- フレデリック・バジール (1841–1870)
- ピエール＝オーギュスト・ルノワール (1841–1919)
- ジャン＝ジュール＝アントワーヌ・ルコント・デュ・ヌイ(1843-1923)
- アンリ・ズュベール (1844–1909)